# Rush (Rush)
| Recensione | Giudizio |
| ---------- | -------- |
| AllMusic   |          |

Rush è il primo album in studio della band canadese Rush, pubblicato nel 1974.
L'album è stato registrato nel 1973 presso gli Easter Sound e Toronto Sound Studios di Toronto, mixato ai Toronto Sound Studios, e pubblicato il 1º marzo 1974 con etichetta indipendente Moon Records. Rush viene pubblicato nuovamente il 1º luglio dello stesso anno con etichetta Mercury Records. Certificato disco d'oro dalla RIAA il 1º febbraio 1995.

## Descrizione
L'album è caratterizzato dall'hard rock/blues tipico di molte band inglesi del tempo. I Rush infatti erano fan di gruppi quali Led Zeppelin e Cream e queste influenze sono manifestate anche nel loro primo lavoro. I testi di tutti i brani sono composti da Geddy Lee, anche se una prima stesura delle liriche era stata curata dal percussionista John Rutsey, che non soddisfatto del proprio lavoro, se ne disfò, costringendo così il collega alla riscrittura.
I pezzi più significativi dell'album, nonché quelli più frequentemente eseguiti dal vivo, sono Finding My Way, In the Mood e Working Man.
Originariamente l'album doveva esser prodotto da Dave Stock (già produttore del primo singolo della band del 1973  Not Fade Away/You Can't Fight it) registrato in 5 giorni durante i turni notturni, ma a causa dei risultati non soddisfacenti ottenuti sotto la sua direzione il disco fu remixato da Terry Brown presso i Toronto Sound Studios mentre alcune tracce furono registrate nuovamente (Finding My Way - che prese il posto inizialmente previsto per Not Fade Away - Need Some Love e Here Again), aggiungendo così altri 3 giorni alle sessioni di registrazione, concludendo nel contempo il rapporto con il primo produttore. Dato che i Rush non disponevano ancora di un contratto discografico, inizialmente Rush venne pubblicato dalla Moon Records (l'etichetta creata dallo staff del gruppo), soltanto in poche migliaia di copie; successivamente, nel luglio 1974, il disco venne riedito dalla Mercury Records, compagnia che aveva nel frattempo messo sotto contratto la band.
Rush è l'unico album dei Rush con il batterista John Rutsey in formazione.
Le recensioni d'epoca generalmente parlano di Rush come un buon prodotto fresco e pieno d'energia e prospettano per alla band una popolarità in ascesa per il futuro. Vengono evidenziate come punti forti della band principalmente la voce di Lee (paragonata a quella di Robert Plant o di Steve Marriott), le buone prestazioni dei singoli componenti, tra cui i potenti riff di Lifeson. Dal punto di vista compositivo il gruppo viene valutato positivamente, sottolineando sempre la palese derivazione della loro musica da quella dei Led Zeppelin. Anche le recensioni più recenti confermano sostanzialmente questo tipo di valutazione, evidenziando però il notevole progresso della band determinato dall'ingresso in formazione di Neil Peart.
Il logo "rush" della copertina, realizzato da Paul Weldon, in originale era rosso, ma, una volta che la band ottenne un contratto con la Mercury Records, l'album venne ristampato: un errore di stampa fece apparire il logo più rosa. Questo è uno dei due album dei Rush avente errore di stampa (l'altro è Caress of Steel).

## Tracce
Testi di Geddy Lee, musiche di Geddy Lee e Alex Lifeson, eccetto dove indicato.
1. Finding My Way – 5:06
2. Need Some Love – 2:19
3. Take a Friend – 4:24
4. Here Again – 7:35
5. What You're Doing – 4:22
6. In the Mood – 3:34 (musica: Geddy Lee)
7. Before and After – 5:34
8. Working Man – 7:10

## Formazione
- Geddy Lee – voce e basso
- Alex Lifeson – chitarra e cori
- John Rutsey – batteria e cori

## Classifiche
| Classifica (1974) | Posizione massima |
| ----------------- | ----------------- |
| Stati Uniti       | 105               |

## Principali edizioni e formati
Rush è stato pubblicato nel corso degli anni in varie edizioni, ristampe e formati; queste le principali:
- 1974, Moon Records (solo Canada), formato: LP, 8-Tracks
- 1974, Mercury Records, formato: LP, 8-Tracks
- 1977, Mercury Records, formato: MC
- 1987, Mercury Records, formato: CD
- 1997, Mercury Records, formato: CD, rimasterizzato
- 2014, Universal Music, formato: LP (vinile 200 g.), ReDISCovered LP Box, rimasterizzato
- 1978, Mercury Records, all'interno del cofanetto Archives, formato: LP, MC
- 2011, Mercury Records, all'interno del cofanetto Sector 1, formato: CD, rimasterizzato

### ReDISCovered LP Box
Edizione speciale dell'album, pubblicata il 29 aprile 2014, per commemorare il quarantesimo anniversario del debutto discografico dei Rush. Il box contiene:
- l'album in vinile con la copertina originale pubblicata nel marzo 1974 dalla Moon Records (con il logo colorato di rosso anziché in fucsia), rimasterizzato da Sean Magee presso gli Abbey Road Studios
- fotografie d'epoca dei tre componenti
- poster originariamente pubblicato solo con le prime 500 copie dell'album nell'edizione originale della Moon Records
- poster con l'"albero genealogico" della band (elenco dei vari membri entrati e/o usciti dal gruppo nel primo periodo, prima di diventare professionisti) e memorabilia varie